# Christiane Louise von Rochow

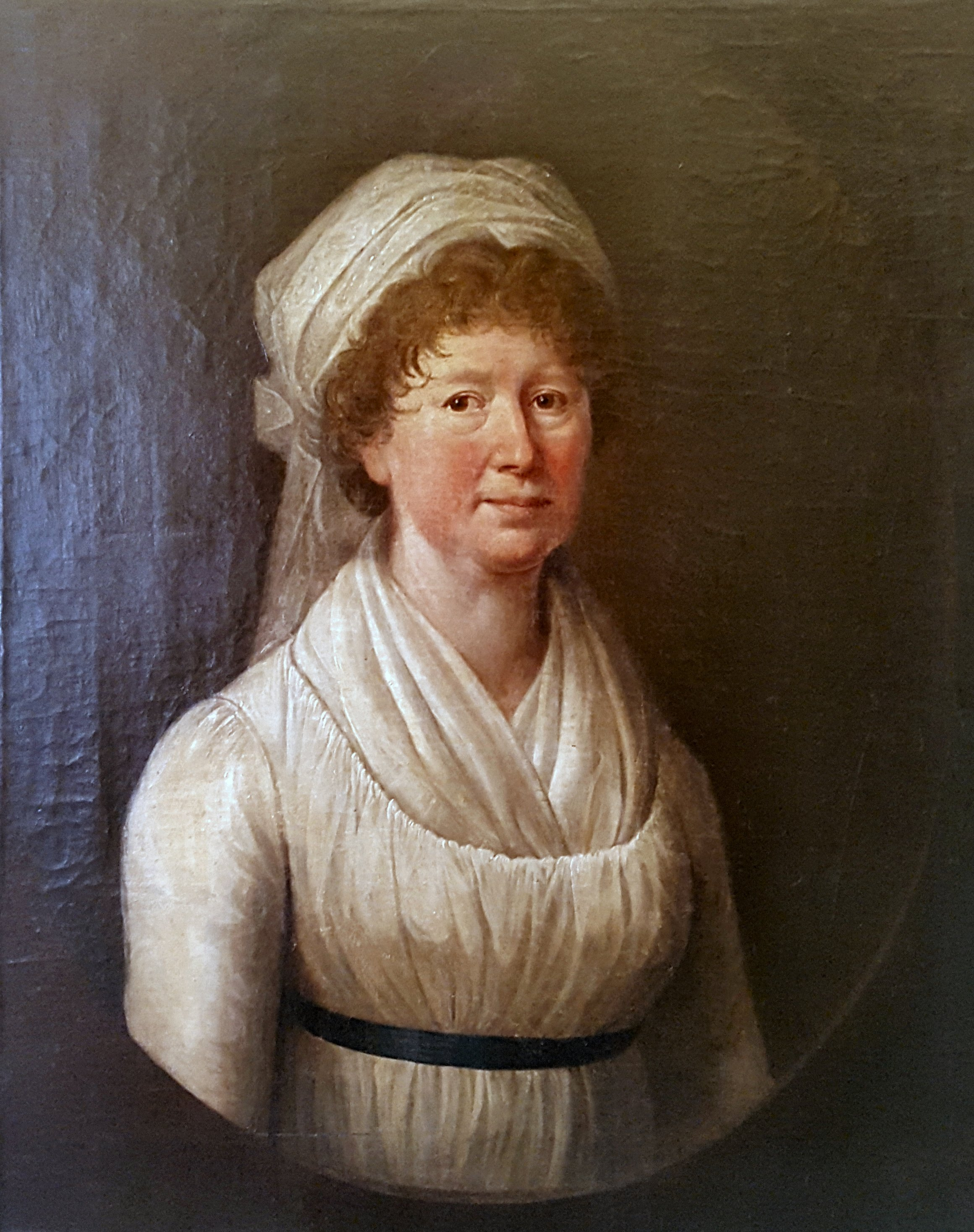
Christiane Louise von Rochow, 1794, Gemälde von Christoph Franz Hillner, Rochow-Museum Reckahn

Christiane Louise von Rochow (* 1. Mai 1734 in Weißenfels; † 19. Mai 1808 in Berlin), als Christiane Louise von Bose geboren, war Sozialreformerin, Gutsherrin auf Schloss Reckahn und Ehefrau von Friedrich Eberhard von Rochow.

## Leben und Wirken

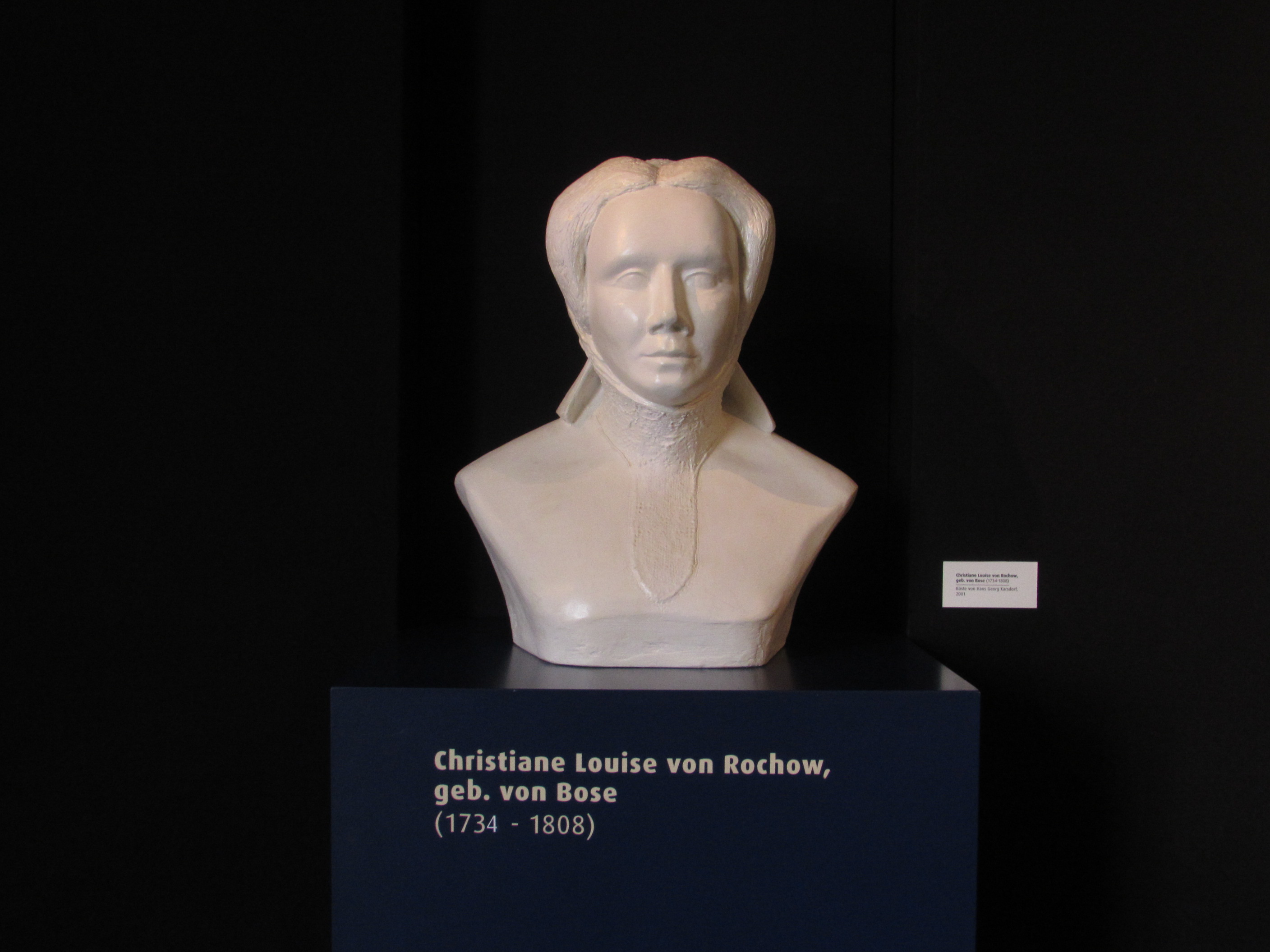
Christiane Louise von Rochow, Büste, Rochow-Museum Reckahn

Christiane Louise wurde am 1. Mai 1734 in Weißenfels geboren. Ihre Eltern waren Carl Gottlob von Bose und Christiane, geborene von Wolffersdorff. Christiane Louise war das älteste von neun Kindern. Am 3. Mai wurde sie in der Weißenfelser Schlosskirche getauft. Insgesamt gab es 25 Taufpaten. Unter diesen befanden sich der regierende Herzog von Sachsen-Weißenfels Christian und seine Frau, die regierende Herzogin Luise Christiana.
Am 4. Mai 1745, kurz nach Christiane Louises elftem Geburtstag, verstarb ihr Vater. Im Zweiten Schlesischen Krieg zogen im selben Jahr preußische Truppen in Sachsen-Weißenfels ein. Die Familie floh für etwa acht Wochen aus der Stadt. Nach der Rückkehr im Jahr 1745 erkrankte die Mutter schwer und verstarb am 1. Februar 1746 im Alter von 36 Jahren ebenfalls, wodurch Christiane Louise und ihre Geschwister zu Waisen wurden. Zunächst übernahm die unverheiratete Schwester der Mutter, Frederike von Wolffersdorff, die Erziehung der Geschwister.
Im August 1746 wurde Christiane Louise in eine Pflegefamilie gegeben. Sie kam zu Friedrich Wilhelm III. von Rochow und seiner Frau Friederike Eberhardine, geborene von Görne, nach Reckahn. Friederike Eberhardine war die Cousine des Vaters Carl Gottlob von Bose. Im Schloss Reckahn wuchs Christiane Louise in der Familie von Rochow auf. So lernte sie ihren späteren Ehemann, den nahezu gleichaltrigen Friedrich Eberhard, den Sohn der Familie, kennen, der jedoch 1750 das elterliche Haus verließ, um an der Ritterakademie in Brandenburg eine höhere Schule zu besuchen und im Anschluss in den preußischen Militärdienst zu treten. Christiane Louise ihrerseits, die von Hauslehrern ausgebildet wurde, lernte einen herrschaftlichen Haushalt und ein Rittergut zu führen.
Kurze Zeit nachdem Friedrich Eberhard 1758 aufgrund einer wahrscheinlich bei einem Duell zugezogenen schweren Verletzung der Hand unehrenhaft aus dem preußischen Militärdienst entlassen worden und nach Reckahn zurückgekehrt war, heirateten Christiane Louise und er am 3. Januar 1759. Es soll sich um eine Liebesheirat gehandelt haben. 1760 verstarb die Pflegemutter Friederike Eberhardine von Rochow und Christiane Louise übernahm die Führung des Haushaltes auf Reckahn und Friedrich Eberhard wurde noch zu Lebzeiten seines Vaters in das Lehen eingesetzt. Das Ehepaar übernahm die Güter in Reckahn, Krahne, Göttin, Meßdunk und Rotscherlinde.
1764 reisten Christiane Louise und ihr Mann Friedrich Eberhard nach Ostpreußen auf Familiengüter bei Insterburg, wohin sich Friedrich Eberhards Vater zurückgezogen hatte. Dieser starb wenige Wochen später.
Mehrmals im Jahr hielt sich das Ehepaar in Halberstadt auf, da Friedrich Eberhard dort Domherr war. Weitere Reisen wurden unternommen.
Christiane Louise unterstützte die Bildungsinitiativen ihres Mannes, so bei der Dorfschulgründung in Reckahn 1773. Die philanthropische Musterschule wurde im Januar eröffnet und erhielt 1774 ein eigenes Schulhaus. Weitere Schulgründungen in den Dörfern der Rochows, 1775 in Göttin und 1799 in Krahne, folgen. Auch unterstützten beide den Aufbau einer Armenkasse, die in den 1760er Jahren gegründet bis 1802 auf 1000 Reichstaler anwuchs. Das Gutshaus Reckahn entwickelte sich zu einem gesellschaftlichen Treffpunkt. Viele Besucher auch aus dem Ausland inspizierten die rochowsche Musterschule im Ort.
1798 erwarb das Ehepaar ein Haus in Berlin, in welchem sie die Winter verbrachte. 1805 starb Christiane Louises Ehemann, drei Jahre später, am 19. Mai 1808 sie selbst kinderlos. Beerdigt wurde sie an der Seite ihres Mannes in Reckahn.

## Ehrungen
- Im Jahr 2008 fand im Rochow-Museum Reckahn eine Sonderausstellung zu Christiane Louise von Rochow unter dem Titel Anmut und Klugheit. Christiane Louise von Rochow starb vor 200 Jahren statt.[1]
- Sie wird vom Projekt Frauenorte als aufgeklärte Gutsherrin und Sozialreformerin geehrt.[2]